# 욘 아르네 리세
욘 아르네 리세(노르웨이어: John Arne Semundseth Riise, 1980년 9월 24일 ~ )는 노르웨이의 전 축구 선수로 포지션은 풀백 (왼쪽), 윙어 (왼쪽)이다. 리세는 노르웨이 축구 국가대표팀으로 가장 많은 경기인 110경기에 출전하였다. 그의 동생인 비에른 헬게 리세도 축구 선수로 뛰고 있다.

## 같이 보기
- A매치 100경기 이상 출전한 축구 선수 명단